# Диявол носить «Прада» (фільм)
«Диявол носить Прада» (англ. The Devil Wears Prada) — американська комедійна драма 2006 року режисера Девіда Френкеля та продюсера Венді Файнермана. Сценарій Алін Брош Маккенна, заснований на однойменному романі Лорен Вайсбергер 2003 року. У фільмі зіграли Меріл Стріп, Енн Гетевей, Стенлі Туччі та Емілі Блант.
«20th Century Fox» купили права на екранізацію роману Вайсбергер 2003 року, ще до того, як він був завершений для публікації, проте проект не було запущено до того, поки Меріл Стріп не була затверджена на головну роль. Основні зйомки тривали 57 днів, переважно в Нью-Йорку з жовтня по грудень 2005 року. Додаткові зйомки відбувалися у Парижі.
Після прем'єри на кінофестивалі в Лос-Анджелесі 22 червня 2006 року фільм було показано у прокаті у Сполучених Штатах 30 червня. Фільм отримав позитивні відгуки від критиків, а гра Стріп здобула широке визнання критиків, чим заслужила премію «Золотий глобус» за найкращу жіночу роль у комедійному фільмі чи мюзиклі та номінації на «Оскар» і премію Гільдії кіноакторів за найкращу жіночу роль. Енн Гетевей та Емілі Блант також з'явилися у номінації за свої роботи. Фільм зібрав у світовому прокаті понад 326 мільйонів доларів проти свого бюджету у 41 мільйон доларів і став 12-м найкасовішим фільмом у світі 2006 року.
Незважаючи на те, що дія фільму розгортається у світі моди та згадуються відомі заклади й люди в цій індустрії, більшість дизайнерів та інших видатних діячів моди уникали виступати в образі себе, боячись не сподобатися редактору американського «US Vogue» Анни Вінтур, яка, як вважається, була натхненням для Міранди Прістлі. При цьому багато хто з дизайнерів дозволили використовувати їх одяг і аксесуари для фільму, що зробило його найдорожчим фільмом в історії з точки зору витрат на костюми головних героїв. Пізніше Вінтур подолала свій початковий скептицизм, сказавши, що їй сподобався фільм і гра Стріп зокрема.
В Україні фільм вийшов у широкий прокат 5 жовтня 2006 року.

## Сюжет
Журналістка-початківиця Андреа «Енді» Сакс нещодавно закінчила Північно-Західний університет. Незважаючи на відсутність знань про індустрію моди, її наймають молодшим особистим помічником Міранди Прістлі, головного редактора журналу «Подіум» («Runway») у Нью-Йорку. Енді вирішує терпіти жорстоке поводження Міранди, поки не зможе використати нові зв’язки, щоби знайти роботу більш зосереджену на журналістиці.
Енді погано ладить зі старшою помічницею Міранди, Емілі Чарльтон, і намагається пристосуватися до тиску та ірраціональних вимог. Після того, як Енді не вдається організувати повернення Міранди з Маямі до Нью-Йорка під час урагану, Міранда лає її. Енді звертається до арт-директора Найджела за порадою, і він допомагає їй вибрати стильний одяг для роботи.
Помітивши зміну зовнішнього вигляду Енді та посилену відданість роботі, Міранда починає доручати їй більш складні й важливі завдання. Енді, стаючи все більш стильною та вбираючи філософію «Подіуму», поступово перевершує Емілі, яка прагне відвідати Тиждень моди в Парижі як помічниця Міранди та, готуючись до заходу, дотримується екстремальних дієт, які загрожують її здоров’ю.
Коли Емілі приходить на роботу під час хвороби та забуває важливі подробиці про гостей на благодійному заході, Енді втручається, щоб врятувати Міранду від збентеження. Тоді Міранда обирає Енді своєю помічницею на Тижні моди в Парижі замість Емілі. Пізніше Емілі збила машина. Відвідуючи її в лікарні, Енді повідомляє Емілі про зміни в плані Міранди, і Емілі дорікає Енді за те, що вона прийняла пропозицію Міранди. Хлопець Енді, Нейт, незадоволений тим, що вона будує свою карʼєру і проводить із ним мало часу, і вони розлучаються.
У Парижі Енді дізнається, що чоловік Міранди подав на розлучення. Пізніше того ж вечора Найджел повідомляє Енді, що він прийняв роботу креативного директора у перспективного дизайнера Джеймса Холта. Вона проводить ніч із привабливим письменником Крістіаном Томпсоном, який розповідає їй, що Жаклін Фолле з французького «Подіуму» збирається замінити Міранду на посаді редактора в Нью-Йорку. Енді намагається попередити Міранду, але Міранда відкидає її попередження.
Пізніше на обіді Міранда оголошує Жаклін новим креативним директором Холта, що дуже вразило Енді й Найджела. Пізніше Міранда розповідає, що вже знала про схему її заміни та пожертвувала амбіціями Найджела, щоб зберегти роботу. Енді зауважує, що ніколи би так не вчинила, але Міранда вказує, що Енді зробила те саме з Емілі, погодившись супроводжувати Міранду до Парижа. Не бажаючи перетворюватися на людину, якою є Міранда, Енді кидає роботу й уходить.
Через деякий час у Нью-Йорку Енді зустрічається з Нейтом, який розповідає їй, що має нову роботу су-шефа в Бостоні, і вони погоджуються підтримувати зв’язок як друзі. Того ж дня Енді приходить на співбесіду в одній із головних нью-йоркських газет. Редактор розповідає, що звернувся в «Подіум» за рекомендацією, і Міранда відповіла, що Енді була найбільшим її розчаруванням серед асистенток, і якщо він не візьме її, то буде ідіотом.
Отримавши роботу, Енді дзвонить Емілі і пропонує їй одяг, який вона привезла з Парижу. Проходячи повз офіс «Подіуму», Енді бачить Міранду й махає їй рукою. Міранда лише поправляє окуляри, але посміхається, коли сідає в машину.

## У ролях
- Меріл Стріп — Міранда Прістлі[en]
- Енн Гетевей — Андреа «Енді» Сакс
- Емілі Блант — Емілі Чарльтон
- Стенлі Туччі — Найджел Кіплінг
- Саймон Бейкер — Крістіан Томпсон
- Адріан Греньє — Нейт Купер
- Жизель Бюндхен — Серена
- Трейсі Томс — Лілі
- Річ Соммер — Дуг
- Деніел Сунджата — Джеймс Холт
- Джеймс Нотон — Стівен
- Коллін Денгел — Керолайн Прістлі
- Сюзанна Денгел — Кессіді Прістлі
- Девід Маршалл Грант — Річард Сакс
- Тібор Фельдман — Ірв Равіц
- Ребекка Мейдер — Джоселін
- Аліса Сазерленд — Клакер
- Інес Ріверо — Клакер у ліфті
- Стефані Шостак — Жаклін Фолле
- Девід Каллегаті — Массімо
- Пол Кіні — швейцар St. Regis

### Камео
- Валентіно Гаравані
- Джанкарло Джамметті[en]
- Carlos de Souza
- Бріджет Голл
- Лорен Вайсбергер — няня близнючок
- Роберт Верді — модний журналіст у Парижі, який бере інтерв’ю у Міранди
- Гайді Клум
- Джен Тейлор — Лу
- Найджел Баркер

## Сприйняття
Роботу Стріп оцінили безліч критиків, за цю роль вона отримала декілька нагород і номінацій, включно з номінацією на «Оскар» (14-ю в її особистому списку) і премією «Золотий глобус» як найкращій актрисі в кінокомедії або мюзиклі. Роботу Блант критики також хвалили. Сума зборів від прокату фільму в Північній Америці до 30 червня 2006 року стала справжнім сюрпризом для творців фільму. Комерційний успіх і похвальні відгуки критиків продовжилися і в іноземному прокаті. Реліз фільму на DVD в США також став найуспішнішим з точки зору прибутку в грудні 2006. У всьому світі фільм заробив у прокаті понад 300 мільйонів $ і до кінця 2006 увійшов в 20-ку найуспішніших як у США, так і в інших країнах. У кар'єрі Меріл Стріп цей фільм став другим за прибутковістю після фільму «Мамма Міа!». Також він став найприбутковішим на той момент для Енн Гетевей з усіх фільмів (до «Аліси в країні чудес»), в яких вона знімалася.